# Sebastian Dziubaty
Sebastian Dziubaty – poseł do Sejmu Krajowego Galicji II kadencji (1867–1869), włościanin z Dołżanki.
Wybrany w IV kurii obwodu Tarnopol, z okręgu wyborczego nr 37 Tarnopol-Ihrowice-Mikulińce. 